# Macropharyngodon bipartitus
Espèce
Statut de conservation UICN

 LC  : Préoccupation mineure
Macropharyngodon bipartitus ou Labre Vermiculé est un poisson présent dans la mer Rouge et l'ouest de l'océan Indien, de la Tanzanie à l'Afrique du Sud.

## Description
La phase initiale (la plus courante) possède un corps rouge/orangé avec une grosse tache noire au niveau du ventre. Tout le corps est maculé de petites taches bleutées. La partie inférieure de la tête de Macropharyngodon bipartitus est jaunâtre.
Les mâles (phase finale) sont plus gros et plus allongés, la moitié antérieure du corps parcourue par des bandes longitudinales de bleu clair et foncé, et la moitié postérieure marbrée de rouge et de vert clair. 
Sa taille maximale est de 13 cm. 

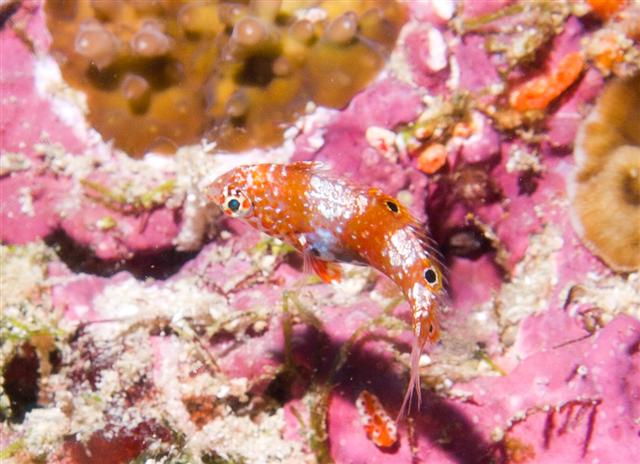
Juvénile
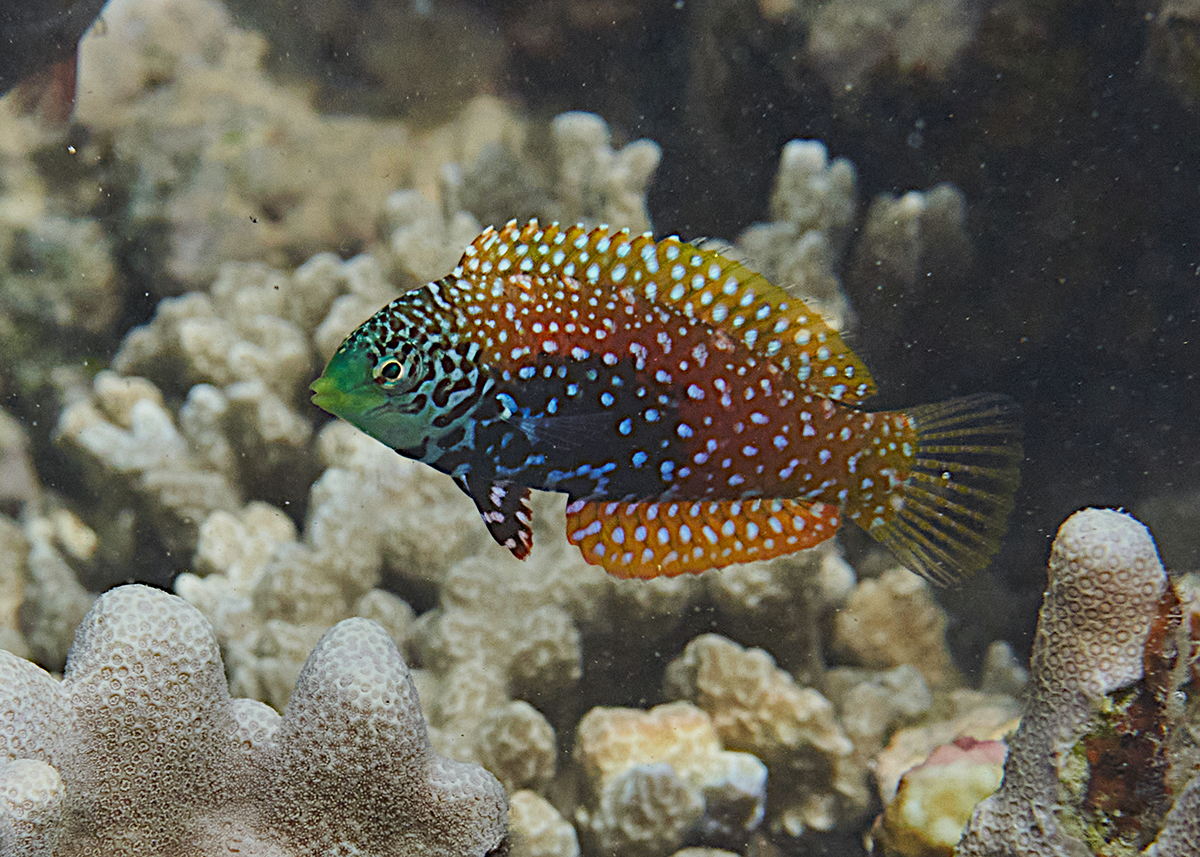
Phase initiale (femelle) à la Réunion.
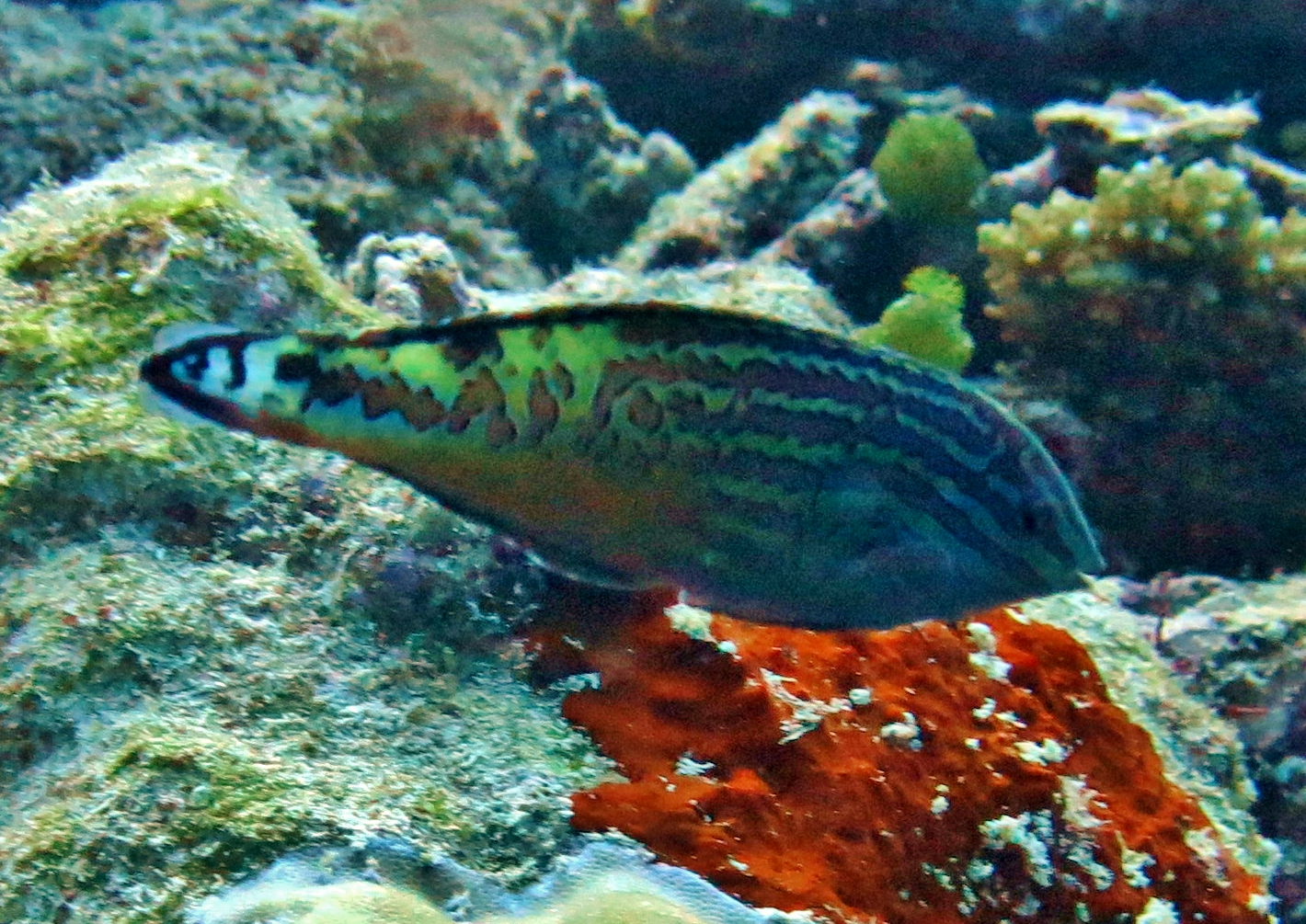
Phase finale (mâle) aux Maldives.

## Habitat
Macropharyngodon bipartitus vit dans les lagons et les récifs extérieurs protégés. 

## Mode de vie
Ce poisson vit en solitaire ou en couple. Les femelles sont souvent en petits groupes. Il se nourrit d'invertébrés en soulevant des morceaux de substrat. Il s’enfouit dans le sable à la moindre alerte. C'est un poisson carnivore, qui se nourrit de petits animaux. 